# USS Johnston (DD-821)
USS Johnston (DD-821) là một tàu khu trục lớp Gearing được Hải quân Hoa Kỳ chế tạo vào giai đoạn cuối Chiến tranh Thế giới thứ hai. Nó là chiếc tàu chiến thứ hai của Hải quân Mỹ được đặt nhằm vinh danh Trung úy Hải quân John V. Johnston (?-1912), sĩ quan hải quân từng tham gia cuộc Nội chiến Hoa Kỳ. Hoàn tất khi chiến tranh đã kết thúc, con tàu tiếp tục phục vụ trong giai đoạn Chiến tranh Lạnh và Chiến tranh Việt Nam cho đến năm 1981. Nó được chuyển cho Đài Loan và tiếp tục phục vụ cùng Hải quân Trung Hoa dân quốc như là chiếc ROCS Chen Yang (DD-28/DDG-928) cho đến khi ngừng hoạt động năm 2003 và bị đánh chìm như một mục tiêu năm 2006.

## Thiết kế và chế tạo
Johnston được đặt lườn tại xưởng tàu của hãng Consolidated Steel Corporation ở Orange, Texas vào ngày 26 tháng 3 năm 1945. Nó được hạ thủy vào ngày 10 tháng 10 năm 1945; được đỡ đầu bởi bà Marie S. Klinger, cháu gái của Trung úy Johnson, và nhập biên chế vào ngày 23 tháng 8 năm 1946 dưới quyền chỉ huy của Hạm trưởng, Trung tá Hải quân E. C. Long.

## Lịch sử hoạt động

### 1947 - 1961
Sau khi hoàn tất việc chạy thử máy huấn luyện tại vùng biển Caribe, Johnston đi đến Newport, Rhode Island vào ngày 16 tháng 5 năm 1947, nơi nó trình diện để phục vụ cùng Hạm đội Đại Tây Dương. Hoạt động từ cảng nhà Newport, nó khởi hành vào ngày 9 tháng 2 năm 1948 cho một chuyến đi sang Bắc Âu, nơi nó viếng thăm các cảng Anh, Pháp và khu vực bán đảo Scandinavia trước khi quay trở về Newport vào ngày 26 tháng 6. Trong hơn một năm tiếp theo, nó hoạt động dọc theo vùng bờ biển Đại Tây Dương, rồi lên đường vào ngày 23 tháng 8 năm 1949 cho một chuyến đi sang khu vực Địa Trung Hải, nơi nó phục vụ cùng Đệ Lục hạm đội. Từ đó cho đến ngày 4 tháng 10 năm 1961, chiếc tàu khu trục đã tám lần được phái sang hoạt động cùng Đệ Lục hạm đội tại Địa Trung Hải, hỗ trợ cho những hoạt động gìn giữ hòa bình tại khu vực Trung Đông.
Trong lượt hoạt động đầu tiên tại Địa Trung Hải, Johnston đã giúp vào việc duy trì hòa bình tại vùng biển Adriatic trong vụ tranh chấp quyền kiểm soát cảng Trieste giữa Ý và Nam Tư; và sau đó nó tuần tra tại bờ biển Hy Lạp trong bối cảnh cuộc nội chiến đang diễn ra giữa phe Cộng sản với chính phủ thân phương Tây. Nó quay trở về Newport vào ngày 26 tháng 1 năm 1950, tiếp tục hoạt động tại chỗ dọc bờ Đông suốt từ vùng biển Canada cho đến vùng biển Caribe cho đến ngày 4 tháng 6 năm 1951, khi nó khởi hành cho một chuyến đi thực tập dành cho học viên sĩ quan sang vùng biển Bắc Âu. Sau khi quay trở về Newport vào ngày 28 tháng 7, nó lại lên đường vào ngày 3 tháng 9 cho một chuyến đi khác sang Địa Trung Hải, và hoạt động cùng Đệ Lục hạm đội tại khu trục kéo dài từ Maroc cho đến Thổ Nhĩ Kỳ. Nó quay trở về cảng nhà vào ngày 4 tháng 2 năm 1952.
Johnston khởi hành từ Newport vào ngày 7 tháng 1 năm 1953 để tham gia cuộc tập trận của Khối NATO tại vùng biển Bắc Đại Tây Dương. Trước khi lên đường đi sang Địa Trung Hải vào ngày 16 tháng 3, thủy thủ đoàn đã tổ chức quyên góp tài chánh và vật chất để trợ giúp cho nạn nhân của Hà Lan do trận lụt Bắc Hải 1953. Con tàu hoạt động tại Địa Trung Hải cho đến ngày 8 tháng 5, khi nó lên đường quay trở về Hoa Kỳ, về đến Newport vào ngày 18 tháng 5.
Johnston tiếp tục có bốn tháng hoạt động tại Địa Trung Hải vào đầu năm 1954, và trong một năm rưỡi tiếp theo đã hoạt động dọc theo bờ biển Đại Tây Dương, trải rộng từ vùng New England cho đến Cuba. Vào ngày 5 tháng 11 năm 1955, nó lên đường cho chuyến đi sang Bắc Âu, rồi tiếp nối bởi một lượt phục vụ khác tại Địa Trung Hải. Đang khi hoạt động tại khu vực Đông Địa Trung Hải vào tháng 2 năm 1956, nó đã tuần tra nhằm ngăn chặn bất trắc trong khi xày ra mâu thuẫn giữa Ai Cập và Israel do ý định quốc hữu hóa kênh đào Suez của Ai Cập. Quay trở về Newport vào ngày 5 tháng 3, nó lại lên đường vào ngày 5 tháng 6 cho một chuyến đi thực tập khác dành cho học viên sĩ quan kéo dài hai tháng sang vùng biển Bắc Âu.
Sau khi quay về Newport và tiến hành những hoạt động thường lệ tại vùng bờ Đông, Johnston lại khởi hành vào ngày 6 tháng 5 năm 1957 để hoạt động gìn giữ hòa bình cùng Đệ Lục hạm đội tại Địa Trung Hải. Trước khi quay trở về Hoa Kỳ vào ngày 1 tháng 8, nó đã hoạt động tuần tra chống tàu ngầm tại khu vực giữa Tây Ban Nha và Sicily; và đang khi ở lại cảng Marseilles, Pháp vào ngày 3 tháng 7, nó giúp đỡ vào việc dập tắt một đám cháy trên tàu sân bay Lake Champlain (CVS-39). Khởi hành từ Newport vào ngày 3 tháng 9, nó tham gia cuộc Tập trận "Strike Back" của Khối NATO tại vùng biển Bắc Đại Tây Dương. Quay trở về Newport vào ngày 22 tháng 10, nó tiếp nối các hoạt động thường lệ tại vùng biển Caribe và vịnh Mexico.
Johnston lên đường đi sang vùng biển Bắc Đại Tây Dương vào ngày 6 tháng 6, 1959 để tham gia các cuộc tập trận của Khối NATO, rồi quay trở về Charleston, South Carolina vào ngày 25 tháng 7, và gia nhập Hải đội Khu trục 4 để được bố trí hoạt động tại Địa Trung Hải. Nó rời Charleston vào ngày 21 tháng 9, tham gia các hoạt động của Đệ Lục hạm đội tại khu vực Tây Địa Trung Hải, rồi tham gia cùng lực lượng hải quân các nước Pháp, Ý và Tây Ban Nha vào ngày 18 tháng 12 trong một cuộc duyệt binh do Tổng thống Dwight D. Eisenhower chủ trì. Sau các chuyến tuần tra dọc bờ biển Hy Lạp, nó rời Athens vào ngày 24 tháng 3, 1960 để quay trở về Hoa Kỳ, về đến Charleston vào ngày 10 tháng 4.
Johnston tham gia cuộc tập trận "Sword Thrust" của Khối NATO vào mùa Thu năm 1960, rồi khởi hành từ Charleston vào ngày 8 tháng 3, 1961 để tăng cường cho những nỗ lực gìn giữ hòa bình của Đệ Lục hạm đội tại khu vực Trung Đông. Sau khi quay trở về Hoa Kỳ vào ngày 4 tháng 10, nó lại lên đường vào ngày 19 tháng 11 để tuần tra ngoài khơi bờ biển nước Cộng hòa Dominica nhằm giúp duy trì trật tự, khi đất nước này chịu bất ổn và bạo loạn sau khi nhà độc tài Rafael Leónidas Trujillo bị ám sát, và sẵn sàng trợ giúp vào việc di tản công dân Hoa Kỳ nếu cần thiết.

### 1962 - 1981
Johnston quay trở về Charleston vào ngày 26 tháng 11, và sau những hoạt động thường lệ dọc theo vùng bờ Đông, nó đi đến Xưởng hải quân Boston tại Boston, Massachusetts để trải qua một đợt nâng cấp trong khuôn khổ Chương trình Hồi sinh và Hiện đại hóa Hạm đội I (FRAM: Fleet Rehabilitation and Modernization) từ ngày 4 tháng 1 đến ngày 31 tháng 10, 1962, nhằm kéo dài tuổi thọ phục vụ thêm 10 đến 20 năm đồng thời nâng cao hiệu quả tác chiến. Trong đợt này nó được bổ sung những thiết bị hiện đại, bao gồm tên lửa chống ngầm RUR-5 ASROC, cùng hầm chứa và sàn đáp để vận hành máy bay trực thăng không người lái chống tàu ngầm Gyrodyne QH-50 DASH.
Rời Boston vào ngày 2 tháng 11, Johnston quay trở lại Charleston, rồi lên đường đi đến vịnh Guantánamo, Cuba vào ngày 10 tháng 12 để hoạt động tại vùng biển Caribe. Đang khi di chuyển gần đảo Mona, Puerto Rico vào ngày 1 tháng 2, 1963, nó đã trợ giúp cho chiếc tàu chở hàng Honduras Kirco sắp bị đắm, và kéo con tàu lâm nạn đi đến Mayaguez. Tiếp tục hoạt động tại vùng bờ biển Đại Tây Dương, chiếc tàu khu trục đã tham gia vào việc thử nghiệm kiểu tên lửa đạn đạo phóng từ tàu ngầm UGM-27 Polaris, khi hỗ trợ cho tàu ngầm Thomas Jefferson (SSBN-618) phóng hai quả tên lửa Polaris ngầm dưới mặt nước tại khu vực bờ biển Florida vào ngày 14 tháng 3.
Sau hơn bốn tháng hoạt động huấn luyện chống tàu ngầm, Johnston rời Charleston vào ngày 6 tháng 8, 1963 cho lượt phục vụ thứ chín tại Địa Trung Hải. Đang khi hoạt động cùng Đệ Lục hạm đội, con tàu đã băng qua các eo biển Dardanelles và Bosphorus để tiến vào Hắc Hải vào ngày 27 tháng 9, viếng thăm các cảng Thổ Nhĩ Kỳ tại bờ biển phía Nam Thổ Nhĩ Kỳ. Sau hai tháng thực tập chống tàu ngầm tại Địa Trung Hải, nó Cannes, Pháp vào ngày 7 tháng 12 để quay trở về Hoa Kỳ, về đến Charleston vào ngày 23 tháng 12, và tiếp tục hoạt động thường lệ dọc theo vùng bờ Đông.
Johnston khởi hành từ Charleston vào ngày 6 tháng 1, 1965 cho một lượt phục vụ khác cùng Đệ Lục hạm đội tại Địa Trung Hải. Nó đã tập trận cùng hải quân các nước Khối NATO trước khi quay trở về Charleston vào ngày 7 tháng 6. Tại vùng bờ Đông nó tiếp tục tham gia vào chương trình thử nghiệm để phát triển tên lửa đạn đạo phóng từ tàu ngầm, cũng như các hoạt động huấn luyện thường lệ, đại tu và tập trận đổ bộ.
Vào đầu năm 1966, Johnston phục vụ như tàu huấn luyện cho Trường Sonar Hạm đội tại Key West, Florida; trong giai đoạn này nó thường xuyên viếng thăm vịnh Guantánamo, Cuba để huấn luyện ôn tập. Vào tháng 2, đang khi chiếc tàu khu trục viếng thăm cảng Kingston, Jamaica, thủy thủ của nó đã nhanh chóng phản ứng lại một lời kêu gọi trợ giúp vào ngày 27 tháng 2, tham gia vào việc dập tắt đám cháy tại khách sạn Myrtle Bank, vốn đã suýt trở thành một thảm họa.
Sau khi tiếp tục hoạt động thường lệ tại vùng bờ Đông, một lần nữa Johnston lại lên đường từ Charleston vào ngày 29 tháng 9, 1966 để phục vụ cùng Đệ Lục hạm đội. Tuy nhiên phạm vi hoạt động của nó được mở rộng, khi nó vượt qua kênh đào Suez để đi đến Ấn Độ Dương và vùng vịnh Ba Tư. Nó quay ngược trở lại kênh đào và tiếp tục hoạt động tại Địa Trung Hải, rồi về đến Charleston vào ngày 9 tháng 2, 1967.
Johnston ở lại vùng bờ Đông cho những hoạt động thường lệ cho đến cuối năm đó. Con tàu được phái sang tham gia cuộc Chiến tranh Việt Nam từ tháng 11, 1967 đến tháng 5, 1968; và khi quay trở về Hoa Kỳ, nó còn được phái đi phục vụ cùng Đệ Lục hạm đội tại Địa Trung Hải một lần nữa từ tháng 9, 1969 đến tháng 3, 1970. Johnston được cho xuất biên chế đồng thời rút tên khỏi danh sách Đăng bạ Hải quân vào ngày 27 tháng 2, 1981.

### ROCSChen Yang(DDG-928)
Con tàu được chuyển cho Đài Loan và tiếp tục phục vụ cùng Hải quân Trung Hoa dân quốc như là chiếc ROCS Chen Yang (DD-28).
Chen Yang được nâng cấp trong khuôn khổ Chương trình Wu Chin III, để cải biến thành một tàu khu trục mang tên lửa điều khiển, rồi được mang ký hiệu lườn mới DDG-928; công việc hoàn tất vào năm 1998. Tất cả các pháo 5-inch đều bị tháo dỡ, và nó được trang bị 10 ống phóng tên lửa không đối đất SM-1 Standard, gồm bốn ống trước cầu tàu và sáu ống phía sau đuôi tàu. Nó được trang bị một pháo tự động Otobreda 76 mm bố trí trước mũi, hai khẩu Bofors 40 mm/L70 phía giữa tàu cùng một hệ thống vũ khí phòng thủ tầm gần Phalanx CIWS 20 mm đặt phía đuôi tàu. Dàn ống phóng tên lửa chống ngầm RUR-5 ASROC được giữ lại, nhưng tính năng nạp lại đạn bị tháo dỡ. Các cảm biến của con tàu cũng được nâng cấp, với radar dò tìm không trung HSA DA-08 và radar dò tìm không-biển phối hợp AN/SPS-58, cùng các radar điều khiển hỏa lực HSA STIR-18 và Westinghouse HW-160. Dàn sonar cũng được trang bị lên kiểu Raytheon DE-1191, phiên bản nâng cấp số hóa của sonar SQS-23 khi được nâng cấp FRAM. Đến năm 1995, nó được bổ sung một dàn bốn ống phóng tên lửa đối hạm Hsiung Feng II.
Chen Yang phục vụ trong thành phần Hải đội frigate 146. Nó ngừng hoạt động vào ngày 16 tháng 12, 2003.